# Camugnano
Camugnano é uma comuna italiana da região da Emília-Romanha, província de Bolonha, com cerca de 2.132 habitantes. Estende-se por uma área de 96 km², tendo uma densidade populacional de 22 hab/km². Faz fronteira com Cantagallo (PO), Castel di Casio, Castiglione dei Pepoli, Grizzana Morandi, Sambuca Pistoiese (PT), Vernio (PO).

## Demografia
| Variação demográfica do município entre 1861 e 2011                               |
|                                                                                   |
| Fonte: Istituto Nazionale di Statistica (ISTAT) - Elaboração gráfica da Wikipedia |